# Argyrie

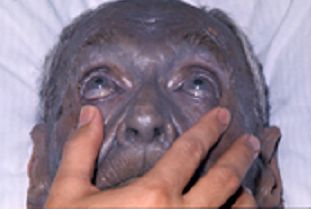
Muž (92 let) trpící argyrií v následku dlouhodobého užívání nosních kapek s obsahem stříbra

Argyrie (z řeckého argyros – stříbro; také argyróza) je relativně vzácný stav vyvolaný nadměrným vystavováním se stříbru nebo jeho solím. Nejčastějším symptomem je zešednutí až zmodrání kůže.

## Příčiny
Argyrií nejčastěji trpí lidé, kteří se se stříbrem v různých formách setkávají ve svém zaměstnání (šperkaři, horníci). Díky odklonu od užívání stříbra v medicíně (vzhledem k dostupným a účinnějším antibiotikům) i obecně menšímu vystavování se stříbru případů v 21. století ubývá. V současnosti jsou často pozorovány případy mezi lidmi, kteří užívají koloidní stříbro jako formu alternativní medicíny.
Lokální argyrie se může vyskytnout i v důsledku použití protéz a chirurgických nástrojů obsahujících stříbro (např. chirurgické nitě). V některých případech se namodralé zbarvení objevilo i v okolí stříbrných náušnic, ale obecně se potřebná doba expozice mezi jedinci značně liší.

## Léčba
Argyrie je nevratná a neléčitelná. Podle některých studií lze zbarvení odstranit pomocí speciálního laseru (podobně jako při odstraňování tetování), ale tyto změny se ukázaly pouze jako dočasné. Přesto se nejedná o život ohrožující stav a následky jsou pouze kosmetické povahy.

## Známé případy
- Stan Jones (* 1943), politik Libertariánské strany ze státu Montana.[4]
- Paul Karason, Američan, který po zhlédnutí reklamy začal intenzivně užívat koloidní stříbro. Zemřel ve věku 67 let na mozkovou mrtvici, její spojení s užíváním stříbra nebylo prokázáno.[4][5]
- Fred Walters (1855–1923[6] nebo 24[4]), kapitán britské armády, který ukončil vojenskou kariéru kvůli neurodegenerativní nemoci a léčil se požíváním stříbra. V roce 1891 odcestoval do USA, kde započal kariéru živé kuriozity mimo jiné v cirkuse Barnum and Bailey's. Údajně začal úmyslně zvyšovat dávky stříbra, aby se stal „co nejmodřejším“. Podle záznamů z pitvy měl kromě kůže modrý i jazyk, bělmo očí a částečně i svaly, slezinu a játra.[3][4][6]